# Mary Maguire
Mary Maguire (22 de febrero de 1919 – 18 de mayo de 1974) fue una actriz cinematográfica australiana, con una breve carrera en el cine estadounidense y británico de finales de los años 1930.

## Biografía

### Infancia. Carrera en Australia
Su verdadero nombre era Hélène Teresa Maguire, y nació en Melbourne, Australia, siendo sus padres Michael Maguire, futbolista, propietario de caballos de carreras y de hoteles, y antiguo boxeador, y Mary Jane Carroll. Apodada "Peggy" por la familia, ella era la segunda de cinco hermanas. Se crio en Melbourne y Brisbane, dirigiendo su padre el famoso Bull and Mouth Hotel de Melbourne, y después el Hotel Bellevue de Brisbane. En Melbourne ella estudió en la Academy of Mary Immaculate, en el barrio de Fitzroy, formándose después en el Convento Loretto, en Brisbane. 
A los 16 años de edad empezó a actuar, siendo elegida para formar parte del reparto del film Heritage, dirigido por Charles Chauvel. Cambiando su nombre por Mary, Maguire actuó después en The Flying Doctor, una producción australiano-británica rodada en Australia por el director Miles Mander y protagonizada por el actor estadounidense Charles Farrell.

### Hollywood 1936–1938
Con el aliento de Miles Mander, Maguire y su familia se mudaron a Hollywood en septiembre de 1936. Mander le dio una recomendación para su compatriota John Farrow, que gestionó una entrevista con un director de reparto, siendo contratada por Warner Bros.
Maguire debutó en los Estados Unidos con That Man's Here Again, película tras la que rodó los filmes de serie B Alcatraz Island y Sergeant Murphy, con Ronald Reagan. En 1938, tras actuar en Mysterious Mr. Moto, se mudó al Reino Unido, donde rodó unos cuantos filmes británicos. Al ser una de las pocas estrellas australianas de la época en trabajar fuera de su país, su carrera llamó la atención de los periódicos australianos entre 1936 y 1946.
No están claras las razones por las que Maguire dejó Hollywood en 1938, aunque algunas evidencias apuntan a que originalmente ella habría querido viajar al Reino Unido en 1936. Por otra parte, en noviembre de 1937 un periódico informó que ella se había rebelado y había sido apartada temporalmente de la nómina de Warner Brothers porque ella quería papeles más dramáticos.

### Matrimonio con Robert Gordon Canning y fin de su carrera

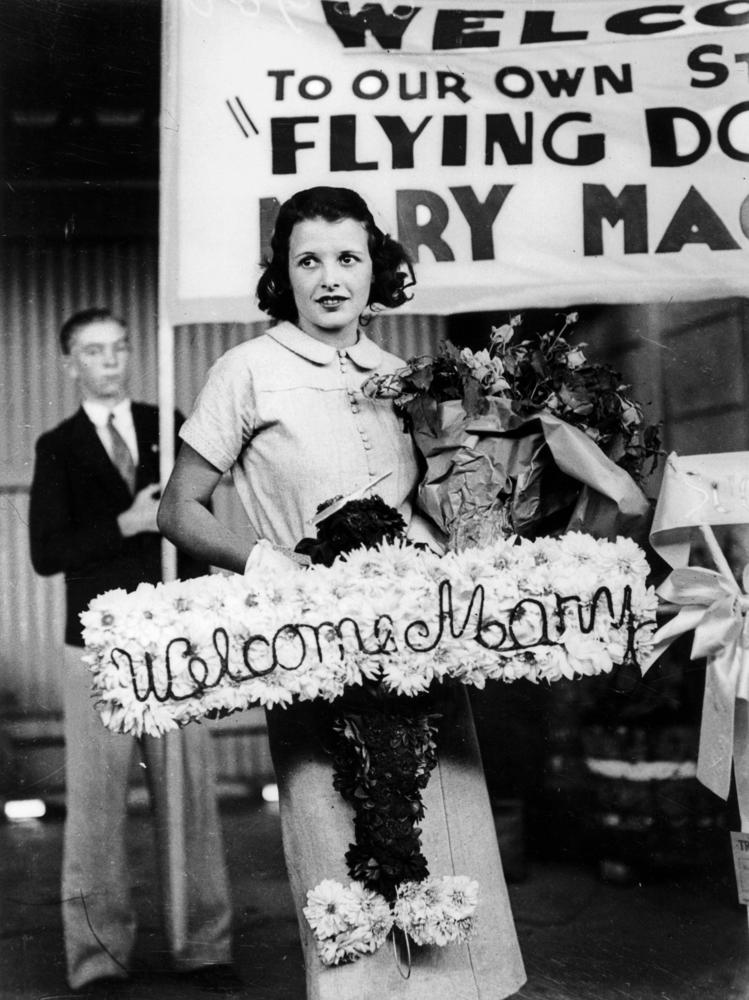
Mary Maguire recibida en Brisbane en 1936

A mediados de 1939, ella anunció su compromiso con Robert Gordon Canning, a veterano de la Primera Guerra Mundial treinta años mayor que ella. Gordon Canning había sido activo en la política británica de extrema derecha, formando parte de la Unión Británica de Fascistas y de la organización The Link. Cuando se anunció su compromiso, Maguire sintió la necesidad de separar su persona de las tendencias políticas y el antisemitismo de Gordon Canning, lo cual confirmaba en julio de 1939 en una entrevista concedida al Australian Women's Weekly. La pareja se casó en agosto de 1939, llamando la atención de la prensa, entre otros motivos porque ella acudió a la ceremonia en una silla de inválidos, pues supuestamente tenía un tobillo roto. Varios años más tarde ella rebeló que sufría una tuberculosis en el momento de su boda.
Irónicamente, entre sus publicaciones fascistas previas, Gordon Canning había escrito despectivamente sobre la influencia y el tono de los filmes rodados en Hollywood. Aunque en julio de 1940, durante la Segunda Guerra Mundial, él se encontraba internado por sus ideas y ella estaba todavía enferma, tuvieron un hijo, Michael Robert, nacido en febrero de 1941.
El último film de Maguire fue This Was Paris, rodado en 1942 en Inglaterra. En 1945 el matrimonio con Gordon Canning estaba acabado, diciendo Maguire que era un "capítulo cerrado" de su vida. Ella intentó reiniciar su carrera en Hollywood, pero aunque solamente tenía 26 años de edad, sus esfuerzos fueron vanos.
Su segundo marido fue Philip Henry Legarra, un ingeniero estadounidense. Mary Maguire falleció en 1974 en Long Beach, California. Fue enterrada en el Cementerio Forest Lawn Memorial Park de Glendale (California).

## Filmografía
- Diggers in Blighty (1933)[25]
- Heritage (1935)
- The Flying Doctor (1936)
- That Man's Here Again (1937)
- Confession (1937)
- Alcatraz Island (1937)
- Sergeant Murphy (1937)
- Mysterious Mr. Moto (1938)
- Keep Smiling (1938)
- The Outsider (1939)
- Black Eyes (1939)
- An Englishman's Home (1940)
- This Was Paris (1942)